# SMS Viper

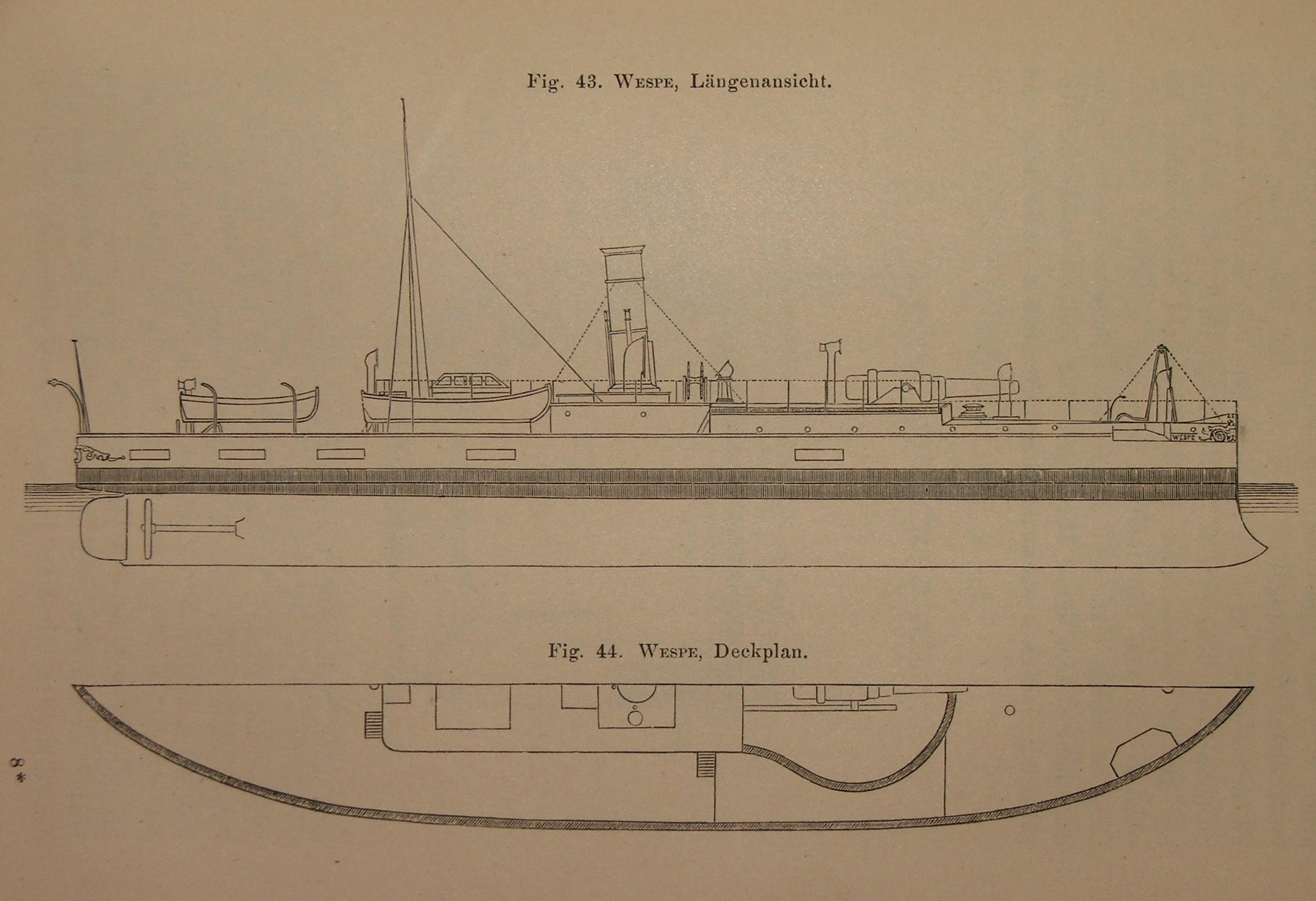
Plan des cannonières de la classe Wespe.

La SMS Viper est une canonnière de la classe Wespe mise en service par la marine impériale allemande pour des missions de surveillance des côtes de la mer du Nord et de la mer Baltique.

## Historique
La canonnière est la deuxième de sa classe et à cette époque la douzième canonnière en service pour l'Empire allemand. Elle est construite par la compagnie AG Weser de Brême et mise sur calle en mai 1875. Elle est lancée le 21 septembre 1876. Elle effectue plusieurs essais, mais elle n'est véritablement mise en service qu'en août 1885. Elle prend part à des exercices dans le port de Wilhelmshaven avec ses sister-ships, les SMS Wespe, SMS Mücke et SMS Salamander, pour les essais de la corvette SMS Stein.
Ensuite, elle est affectée à la division de réserve de la mer du Nord. Avec son unité, qui comprend les Salamander, Wespe et Camaeleon, elle participe également à des exercices du 11 mai au 9 juin 1886, puis du 15 août au 14 septembre 1887. Elle prend part aussi aux grandes manœuvres navales d'automne en 1887 et 1888. En plus de son service au sein de la IIe division de réserve de la mer du Nord, elle participe à des exercices tous les ans en août et en septembre, jusqu'en 1891. Elle n'est plus active à partir du 22 septembre 1891.
Elle est finalement rayée des cadres le 28 juin 1909. Elle est transformée en bateau-grue, avec une capacité de soulèvement de 100 tonnes. Elle sert dans les ports de Heligoland et de Wilhelmshaven, jusque dans les années 1960.

## Crédits
- (de) Cet article est partiellement ou en totalité issu de l’article de Wikipédia en allemand intitulé « SMS Viper » (voir la liste des auteurs).